# .375 Flanged Nitro Express
El .375 Nitro Express 21⁄2 pulgadas Velopex, fue un cartucho metálico cargado con pólvora de nitrocelulosa (sin humo) introducido en 1899.

## Descripción general
Un cartucho de caza desarrollado para rifles dobles y de un solo tiro, el .375 Flanged Nitro Express es una versión ligeramente más larga del .303 British con cuello holgado para alojar un proyectil en calibre .375. El .375 Flanged Nitro Express no debe confundirse con el .375 Holland & Hollland Magnum Flanged, que es un cartucho de caza mucho más largo y potente.
El .375 Flanged NE no se considera adecuado para la caza de animales peligrosos, pero es un buen cartucho de calibre medio y baja velocidad para caza en bosques y llanuras con un rendimiento superior al .45-70 .